# Beiguornis
Beiguornis is een geslacht van uitgestorven vogels uit het Vroeg-Krijt van de Volksrepubliek China, behorende tot de Enantiornithes. De enige benoemde soort is Beiguornis khinganensis.
Op de Pigeon Hill-vindplaats in de vendel Morin Dawa Daur, in de stadsprefectuur Hulunbuir in Binnen-Mongolië, werd het fossiel gevonden van een vogel.
In 2022 benoemden en beschreven Wang Xuri, Ju Shubin, Wu Wensheng, Liu Yichuan, Guo Zhen en Ji Qiang de typesoort Beiguornis khinganensis. De soortaanduiding verwijst naar de herkomst uit de Grote Hinggan.
Het fossiel is gevonden in de Lonjiangformatie die vermoedelijk dateert uit het Aptien. Het bestaat uit een skelet met schedel.
De beschrijvers wisten een unieke combinatie van kenmerken vast te stellen ten opzichte van de Bohaiornithidae als geheel. Het ravenbeksbeen heeft een opvallende verbreding van het middendeel naar buiten toe. Het borstbeen bezit een driehoekig tussenliggend uitsteeksel aan de achterrand, een kleine inkeping aan de zijrand en een relatief scherp toelopende voorrand. De duimklauw is lang en gekromd terwijl de klauw van de tweede vinger kort en robuust is.
Beiguornis bezit ook kenmerken die typisch bohaiornithide zijn. De tak van het vorkbeen die het schouderblad raakt, is aan het uiteinde verbreed. Het pygostyle van de staart heeft een sterk taps toelopend achterste uiteinde. Het buitenste uitsteeksel van de achterrand van het borstbeen is schuin naar achteren en bezijden gericht. De tweede teen is robuust.
Beiguornis werd in 2022 binnen de Enantiornithes in de Bohaiornithidae geplaatst, als zustersoort van Sulcavis. Samen zouden zij een klade vormen met Zhouornis die basaal staat tegenover een klade met alle andere bohaiornithiden met uitzondering van Longusunguis. In dat geval is Beiguornis het eerste lid van de Enantiornithes dat uit Binnen-Mongolië bekend is.